# À propos des chefs-d'œuvre
À propos des chefs-d'œuvre est un livre de Charles Dantzig publié le 9 janvier 2013 aux éditions Grasset.
À mi-chemin entre l'essai de critique littéraire et les confessions autobiographiques d'un lecteur passionné, À propos des chefs-d'œuvre tente de cerner une notion employée par tous, mais trop peu définie jusqu'alors : le chef-d'œuvre en littérature. 

## Résumé
Après avoir remarqué qu'il n'existait aucun ouvrage sur le sujet, Charles Dantzig a voulu réfléchir à cette notion si intimidante qu'elle n'avait encore jamais été analysée. Son but est de la débarrasser de son aura sacrée, pour comprendre ce qu'est réellement un chef-d'œuvre en littérature. Comment reconnaît-on un chef-d'œuvre ? Existe-t-il des critères ? Qui décide si un livre est un chef-d'œuvre ou non ? Crée-t-on encore des chefs-d'œuvre aujourd'hui ? Comment définir le chef-d'œuvre ? Voilà le genre de questions que se pose l'auteur dans cet essai.
Selon Dantzig, le chef-d'œuvre littéraire a surtout trait à l'expérience de la jouissance, et appartient donc davantage au monde de la sensibilité et de la subjectivité qu'à celui des canons et des critères objectifs. Rien de moins classique qu'un chef-d'œuvre : avant d'être reconnu comme tel, le chef-d'œuvre littéraire invente une forme révolutionnaire qui va contre les normes établies, il invente une langue nouvelle, il aborde un sujet inexploré, il est radicalement singulier, et, en cela, il ne renvoie qu'à sa propre perfection interne. 
L'auteur ne croit donc pas à des critères communs qui permettraient de rabattre les chefs-d'œuvre les uns sur les autres : leurs points communs sont plutôt à chercher du côté de l'expérience intime de la lecture. A propos des chefs-d'œuvre est une exploration tout aussi poétique que théorique de ce qu'il se passe en l'homme lorsqu'il lit un chef-d'œuvre. Pour Dantzig, nous avons affaire à un chef-d'œuvre dès qu'un livre nous transporte au-dessus de nous-mêmes, nous élève, nous fait devenir nous-mêmes un chef-d'œuvre. C'est en cela que les chefs-d'œuvre existent aussi et peut-être surtout pour nous-mêmes. 

## Forme
L'essai se compose de plus de soixante-dix chapitres, parfois très brefs, qui constituent chacun un angle de vue différent pour essayer de cerner le chef-d'œuvre. Par cette approche faite de saillies et de digressions, d'allers et retours multiples, l'essai prend souvent le ton d'une libre conversation avec un amoureux de la littérature qui nous fait explorer, avec érudition et humour, sa bibliothèque. En parcourant l'histoire, Dantzig étudie les grands noms familiers de la littérature française et étrangère : Homère, Cervantès, Shakespeare, Heine, Musil, Proust, Pasolini, pour ne citer qu'eux. Il les assigne parfois à des catégories inattendues (Souvenirs d'égotisme, le « chef-d'œuvre en sifflotant ») et mordantes (Voyage au bout de la nuit, le « chef-d'œuvre pour incultes », ou Les Fleurs du mal, le « chef-d'œuvre détestable »). L'auteur se livre tout autant à un essai qu'à un autoportrait oblique par le biais des livres qu'il aime, admire, déteste, ou n'a jamais pu finir ; il prouve ainsi ce lien fondamental entre l'homme et ses chefs-d'œuvre qu'il entend mettre en lumière dans son essai : « Les chefs-d'œuvre ne sont pas à part de la vie. Ils sont la vie... »

## Citations
« Un chef-d'œuvre est souvent une très vieille personne qui s'est assoupie dans la vénération que l'on a d'elle. prise dans les filets empesés de notes en bas de pages et piquée au sol par des citations, toujours les mêmes, faites par des gens qui ne l'ont pas lue mais citent des gens qui les citaient avant eux, bercée enfin par de déprimants éloges, elle s'ennuie. Arrive un sale gosse qui tire sur sa robe. Comme elle sourit, tout d'un coup, comme elle se ravive. On se rend compte qu'elle n'était pas si vieille. C'étaient les vieux qui la ridaient. »
« Parfaire en français signifie achever. Achever signifie tuer. La perfection tue. »

## Réception critique
« Dantzig se promène vif comme un écureuil entre des monuments littéraires lourds comme des citadelles. Et c’est un délice. À croire que la culture est un plaisir. » — Gilles Martin-Chauffier
« Il y aura, comme on dit, un avant et un après ce livre. On dira désormais : « un chef-d’œuvre au sens de Dantzig ». Le concept me plaît beaucoup. Il est utile. Il est ouvert, généreux. À l’opposé des listes corsetées à la Gide, à la Harold Bloom. Il est du registre que Lacan appelle le pas-tout. Au sens de Dantzig, pas de doute : son livre est un chef-d’œuvre. » — Jacques-Alain Miller